# Satar Jabar
Satar "Peller" Jabar var en fånge vid Abu Ghurayb-fängelset i Bagdad, Irak under början av de USA-ledda Irakkriget (2003 till 2011). Under hans internering utsattes han för hård psykisk och fysisk tortyr av amerikanska militärer. Jabar var inte internerad i Abu Ghraib på grund av terroristanklagelser, vilket har varit en bred allmän uppfattning vid sidan om anklagelser för bilkapning.
Jabar försågs med en huva, placerades på en låda, fick trådar fastsatta i händerna och i sin penis och man sade till honom att han skulle få elektricitet genom kroppen om han ramlade ner. USA:s armé påstår dock att det inte fanns någon elektricitet i trådarna och att han aldrig riskerade att få en elektrisk stöt. Detta motsades senare av Jabar som i en intervju uppgav att det hade varit ström i trådarna och att de hade använts för att ge honom stötar. Det finns inget dokumenterat bevis för påståendena från någon av parterna.
Bilden från den här händelsen var en av de mest utstående i medias rapportering kring skandalen och förekommer ofta som en symbol för tortyrhändelserna i Abu Ghurayb-fängelset i politiska karikatyrer och politisk graffiti.